# Анте Йозич
Анте Йозич (хорв. Ante Jozić; нар. 16 січня 1967, Триль) — хорватський римо-католицький єпископ, титулярний архієпископ Цісси, ватиканський дипломат, доктор обох прав; 28 червня 2024 року призначений апостольським нунцієм у Грузії та Вірменії.

## Життєпис
28 червня 1992 року отримав священничі свячення. У 1995 році розпочав навчання у Папській церковній академії. З 1999 року розпочав працю в дипломатичних представництвах Святого Престолу: в апостольскій нунціатурі в Індії (1999—2003), був секретарем нунціатури в Росії (2003—2009), радником нунціатури на Філіппінах (з 2009).
2 лютого 2019 року папа Франциск іменував Анте Йозича апостольським нунцієм у Кот-д'Івуарі і титулярним архієпископом Цісси. Єпископські свячення мав отримати з рук кардинала П'єтро Пароліна 1 травня 2019 року, але 7 квітня потрапив у ДТП і опинився в шпиталі у критичному стані. 28 жовтня 2019 року новим апостольським нунцієм у Кот-д'Івуарі був призначений Паоло Борджа. 22 січня 2020 року мав зутріч із папою Франциском, після чого єпископська хіротонія була запланована на 21 березня 2020 року, однак з приводу пандемії COVID-19 в Італії, не відбулася.
21 травня 2020 року папа Франциск призначив Анте Йозича апостольським нунцієм у Білорусі.
Єпископські свячення Анте Йозичу уділив державний секретар Святого Престолу кардинал П'єтро Паролін 16 вересня 2020 року в санктуарії Матері Божої Острівної в місті Солін у Хорватії.
28 червня 2024 року архієпискеоп Анте Йозич призначений апостольським нунцієм у Грузії та Вірменії.